# Ferdinand Georg Waldmüller
Ferdinand Georg Waldmüller, dunajski slikar, * 15. januar 1793, Dunaj, † 23. avgust 1865, Hinterbrühl pri Mödlingu. Waldmüller je bil eden najpomembnejših avstrijskih slikarjev obdobja bidermajerja.

## Življenje
Ferdinand Georg Waldmüller se je rodil 15. januarja 1793 v splošni bolnišnici v Alservorstadtu kot sin služabnika Georga Waldmüllerja in Elisabeth Wittmann. Med letoma 1807 in 1813 je neredno obiskoval akademijo na Dunaju in bil učenec Huberta Maurerja in Johanna Baptista Lampija. Leta 1810 je prejel Gundelovo nagrado.
Preživljal se je s slikanjem portretov kot miniaturist in leta 1811 postal tri leta učitelj risanja v hiši grofa Gyulaya v Agramu (Zagrebu). Tu je spoznal svojo prvo ženo, dvorno operno pevko Katharino Weidner, sestro portretista Josefa Weidnerja, s katero se je poročil leta 1814. Par je sprva živel v različnih mestih, kjer je bila Katharina angažirana kot pevka, kot so Baden blizu Dunaja, Brno in Praga. V tem času je Waldmüller delal kot scenograf v gledališču. Leta 1817 je bila njegova žena angažirana v gledališču Kärntnertortheater na Dunaju, kjer je Waldmüller od takrat naprej živel.
Leta 1818 se je učil slikanja z oljnimi barvami pri Josephu Langeju in krajinskega slikarstva pri Johannu Nepomuku Schödlbergerju. Portretno slikarstvo je sprva ostalo Waldmüllerjevo najuspešnejše področje. Leta 1822 je razstavljal portrete na Akademiji v Sveti Ani. Leta 1823 je za leipziško založbo Breitkopf & Härtel ustvaril enega poznejših najbolj znanih portretov Ludwiga van Beethovna, ki pa je bil v drugi svetovni vojni uničen.
Leta 1827 je dobil naročilo za portret cesarja Franca I., kar mu je vse bolj prinašalo naročila iz aristokratskih krogov. Med letoma 1825 in 1844 je Waldmüller opravil več študijskih potovanj v Italijo. Leta 1829 je postal kustos slikarske zbirke Akademije z nazivom in činom profesorja. Leta 1830 je prvič potoval v Pariz. V naslednjih letih je ustvarjal krajine Salzkammerguta, kjer je preživljal poletja v Bad Ischlu in dunajskega Praterja.
Leta 1835 je Waldmüller postal polnopravni svetnik akademije, leta 1836 pa je skupaj z Josephom von Führichom sestavil katalog galerije slik. Waldmüller je vedno bolj prihajal v konflikt z Akademijo, ker je imel raje preučevanje narave kot akademsko kopiranje starih mojstrov. Metternich je Waldmüllerja zaščitil in sponzoriral, vendar ni mogel preprečiti zavrnitve njegovih predlogov za reformo, zato je leta 1850 najprej izgubil svoj akademski atelje, leta 1857 pa je bil suspendiran s položaja.
Leta 1851 se je Waldmüller poročil z modistko Anno Bayer, potem ko je umrla njegova žena, ki je bila ločena od leta 1834. Leta 1854 se je Waldmüller znašel v velikih finančnih težavah in je bil celo prisiljen razstavljati v modnem salonu svoje žene. Do letos je dajal tudi zasebne inštrukcije. Kasneje je lahko znova praznoval mednarodni uspeh (razstava v Buckinghamski palači v Londonu leta 1856, zgodovinska umetniška razstava v Kölnu leta 1861, mednarodna umetniška razstava v Londonu leta 1862) in ga je cesar Franc Jožef leta 1864 rehabilitiral.
Med njegovimi najpomembnejšimi učenci so slikarji Hans Canon, Anton Romako in Adam Brenner.
V Dunajskem muzeju je ohranjena fotografija, ki ga prikazuje v njegovih zadnjih letih.
Ferdinand Georg Waldmüller je umrl v starosti 72 let in je bil pokopan na pokopališču Matzleinsdorf. Leta 1922 so njegove posmrtne ostanke in nagrobnik prenesli na pokopališče v parku Waldmüller na Dunaju.

## Zapuščina
Waldmüller je bil enako uspešen pri svojem delu v krajinskem, portretnem in žanrskem slikarstvu. Njegove slike so še danes priljubljene, čeprav Waldmüllerja pogosto napačno razumejo kot upodobitev bidermajerskih idil. Žanrski prizori iz dunajskega obdobja Vormärz ali otroške slike morda dajejo neškodljiv vtis, toda Waldmüller je s svojim zagovarjanjem preučevanja narave in slikanja na prostem ter proti akademskemu slikarstvu kazal v prihodnost. Bil je eden največjih predstavnikov upodabljanja resničnosti. Upodobitev svetlobe je postala osrednji problem njegovega obsežnega opusa, ki obsega okoli 1200 slik. Waldmüllerjeve slike je mogoče najti tudi zunaj Avstrije v številnih mednarodnih galerijah.
V njegovo čast so 1. oktobra 1913 v dunajskem Rathausparku odkrili spomenik Josefa Engelharta. Nekdanje katoliško pokopališče Matzleinsdorf, kjer je Waldmüllerjev grob, je bilo leta 1923 preurejeno v park Waldmüller, poimenovan po njem. Waldmüllergasse v Dunajski četrti Mauer je bila od leta 1927 do 1955 poimenovana po slikarju, Waldmüllergasse pa je od leta 1888 v 20. dunajskem okrožju. Leta 1932 je avstrijska pošta izdala znamko z Waldmüllerjevim portretom kot del serije znamk o avstrijskih slikarjih. Ob 100. obletnici njegove smrti je bila izdana posebna znamka. Motive po Waldmüllerjevih delih lahko vidimo še na dveh drugih avstrijskih znamkah (200 let Ludwiga van Beethovna, 1970; Bidermajer in Vormärz na Dunaju, 1988).
Leta 1965 je bila v Hinterbrühlu v njegovo čast organizirana spodnjeavstrijska državna razstava, na kateri je bilo v Höldrichsmühleju razstavljenih veliko število del.

## Umetnine, ki so jo zaplenili nacisti
Waldmüller je bil eden najljubših umetnikov Adolfa Hitlerja. Pod nacisti, med letoma 1933 in 1945, je bilo veliko Waldmüllerjevih umetniških del zaseženih judovskim zbirateljem, več pa jih je bilo poslanih v Hitlerjev Führerjev muzej v Linzu. Zahtevki za vračilo plenjenih Wadlmüllerjevih umetniških del vključujejo:
- Otroci na poti domov iz šole so bili ukradeni Amalie Redlich v nacistični Avstriji.[13]
- Mali grof Esterhazy je bil plenjen iz zbirke Bloch-Bauer.[14]
- Bildnis der Familie Gierster je bil ukraden Franzu in Melaniji Popper.[15]
- Wiedergenesene je bil odvzet Hermannu Eisslerju.[16]

Irma in Oscar Lowenstein za tri Walmüllerjeve slike, zasežene v skladu z protijudovskimi nürnberškimi zakoni za Hitlerjev načrtovani muzej v Linzu: Dobrodušni otrok; Priprava praznovanja trgatve in Obisk starih staršev.

## Galerija
- Pričakovano (1860)
- Katharina Waldmüller, ki jo upodablja njen brat Josef Weidner
- Pokrajina v Pratru (1830)
- Mati stotnika von Stierle-Holzmeistra (um 1819), Alte Nationalgalerie, Berlin
- Wolfgangsee (1835), Belvedere, Dunaj
- Ferdinand Georg Waldmüller: Dama v črni obleki in kašmirskim šalom rumene barve, Dunaj 1843 (privatna zbirka)
- Portret Louise Mayer, 1836, Germanisches Nationalmuseum, Nürnberg
- Po šoli (1841), Alte Nationalgalerie, Berlin
- Vrnitev iz cerkve, 1859/60, Alte Nationalgalerie, Berlin
- Portret ruskega veleposlanika na dunajskem dvoru, kneza Andreasa Razumovskega, 1835, olje na lesu, 39 × 31 cm, privatna zbirka
- Portrait Ludwiga van Beethovena (Kopija originala iz leta 1823, zgorela v drugi svetovni vojni), olje na platnu, 66 × 57 cm, Kunsthistorisches Museum, Dunaj, Sammlung alter Musikinstrumente, Inv. Nr. 1000, Standort: Neue Burg, Wien
- Franz Schubert med prijatelji, svinčnik na papirju, 18,1 × 12,2 cm, Albertina, Dunaj, Graphische Sammlung, Inv. Nr. 25446)
- Dachstein (1839)
- Tihožitje z ostrigami, ribami in eksotičnim sadjem (1842)
- Zgodnja pomlad v Dunajskem gozdu (1864)
- Portret kartografa z ženo (Josef Jüttner) – LWL-Museum für Kunst und Kultur inv. št. 1161 BRD
- Ruševine grškega gledališča v Taormini na Siciliji
- Wiedergenesene je bil vzet od Hermanna Eisslerja